# 諏訪平站
諏訪平站（日语：／ Suwanotaira eki */?）是青森鐵道青森鐵道線的鐵路車站，位於青森縣三戶郡南部町。
車站所屬的行政區域「諏訪平」，擁有多種不同的標示方式。首先其日語讀音為「Suwanotaira」，直接翻譯為，命名方式與所屬的「三戶郡」（さんのへ）、鄰市「八戶市」（はちのへ）及岩手縣的「二戶市」（にのへ）相同，但後端的所有例子，其漢字標記均一律刪除中間的字，而「諏訪平」則仍然保留中間的字；書寫上，採用平假名的寫法，只有在現時車站正門外的外牆上採用；至於小字行政區名、日本國鐵、JR東日本及青森鐵路所採用的，則是使用片假名；至於青森縣道、日本郵政等則採用「諏訪平」的寫法。

## 車站結構
以木建成的單層站舍，為國鐵時代鄉郊地區所採用的典型的低客量規格。中央為車站入口及直通至開放式閘口；左側為設有座椅的候車大堂、自助售賣機及已經空置多年的小商店；右側為舊有站務室及自動售票機，現時站務室被用作儲物室，而門口上端則掛有寫上「有言實行」的橫匱。
設有側式月台及島式月台各1個。過往為2線3面的配置，位於島式月台內側原設有多1條軌道，作為上下行普通列車避線之用，當青森鐵路接手後，因特急列車的取消，避車功用已經不再存在，所以便將此月台的路軌拆走。
月台間以有蓋行人天橋連接，位於天橋出入口旁約1節車廂長度的月台加設了月台上蓋及候車座椅。

### 月台配置
| 月台 | 路線        | 方向 | 目的地         |
| ---- | ----------- | ---- | -------------- |
| 1    | ■青森鐵道線 | 下行 | 八戶、青森方向 |
| 2    | ■青森鐵道線 | 上行 | 三戶、盛岡方向 |

## 歷史
- 1933年1月15日：日本國鐵諏訪平站開業。
- 1962年4月1日：貨物提取服務取消。
- 1979年5月1日：第1次無人化。
- 1980年4月：票務委託化，改由國鐵附屬子公司職員進駐，負責票務事宜。
- 1987年4月1日：國鐵分割民營化，本站由JR東日本繼承經營。
- 1990年代：第2次無人化。
- 2002年12月1日：因東北新幹線延長至八戶，本站改由青森鐵路管理[2]。

## 相鄰車站
青森鐵道
■青森鐵道線
三戶－諏訪平－劍吉

## 外部連結
- 青森鐵道諏訪平站 （页面存档备份，存于）（日語）
- JR東日本時代的諏訪平站。 （页面存档备份，存于）（日語）